# Danh sách thành viên Bộ Chính trị Ban Chấp hành Trung ương Đảng Cộng sản Việt Nam bị kỷ luật
Trong hệ thống chính trị của Việt Nam sau năm 1975 thì các thành viên của Bộ Chính trị là những nhân vật cao cấp nhất của Đảng Cộng sản Việt Nam và việc kỷ luật họ là rất hiếm khi xảy ra. Tuy nhiên, đã có một số trường hợp mà ủy viên Bộ Chính trị bị nhận những hình thức kỷ luật khác nhau tùy theo mức độ vi phạm của họ. Sau đây là các trường hợp thành viên Bộ chính trị bị kỷ luật.
Tổng cộng tới năm 2020 có 6 người đã bị kỷ luật. Ông Trần Xuân Bách mất tất cả các chức vụ, ông Nguyễn Hà Phan bị khai trừ ra khỏi đảng. Ông Trương Tấn Sang thì vẫn giữ được ghế trong bộ chính trị, còn trở thành Chủ tịch nước năm 2011. Ông Đinh La Thăng trong tháng 5 năm 2017 bị kỷ luật với hình thức cảnh cáo, cho thôi chức ủy viên Bộ Chính trị và là thành viên duy nhất bị cáo buộc cố ý làm trái quy định của Nhà nước về quản lý kinh tế gây hậu quả nghiêm trọng, hiện bị xử tù tổng cộng là 30 năm. Ông Hoàng Trung Hải bị kỉ luật đầu năm 2020 với hình thức cảnh cáo, lúc đang là Ủy viên Bộ Chính trị khóa 12, Bí thư Thành ủy Hà Nội do những sai phạm trong Dự án mở rộng sản xuất giai đoạn II - Công ty Gang thép Thái Nguyên (Dự án TISCO II). Ông Lê Thanh Hải bị Bộ Chính trị quyết định thi hành kỷ luật bằng hình thức cách chức Bí thư Thành ủy TP.HCM nhiệm kỳ 2010-2015.
Trước đó, Tổng bí thư Đảng Cộng sản Việt Nam Nguyễn Phú Trọng ngày 15/10/2012 trong bài phát biểu bế mạc Hội nghị lần thứ 6 Ban chấp hành Trung ương Đảng sau 15 ngày nhóm họp cho biết, "Bộ Chính trị đã thống nhất 100% đề nghị Ban Chấp hành Trung ương cho được nhận một hình thức kỷ luật và xem xét kỷ luật đối với một đồng chí Ủy viên Bộ Chính trị", nhưng không được Ban Chấp hành Trung ương đồng ý.
Một cựu ủy viên bộ chính trị khác (từ 1956-76), ông Hoàng Văn Hoan, năm 1979, trong một chuyến đi sang Đông Đức chữa bệnh, đã bỏ trốn sang Trung Quốc. Sau sự kiện bỏ trốn, ông bị Việt Nam kết án tử hình vắng mặt và trở thành biểu tượng của sự phản bội, đài báo Việt Nam so sánh ông với Lê Chiêu Thống.
Năm 2024, lần đầu tiên có các nguyên lãnh đạo cấp cao của nhóm "Tứ Trụ" bị xem xét kỉ luật sau khi cho thôi chức vụ, nghỉ hưu, nghỉ công tác. Đó là các ông Vương Đình Huệ, Võ Văn Thưởng (đã có kết luận sai phạm nhưng chưa xem xét kỉ luật vì lý do sức khỏe), Nguyễn Xuân Phúc. Tất cả đều bị kỷ luật với hình thức cảnh cáo (ngoại trừ Võ Văn Thưởng), sau đó được nâng lên thành hình thức cách tất cả các chức vụ trong Đảng.

## Trần Xuân Bách
Tại Đại hội 6 của Đảng Cộng sản năm 1986, ông Trần Xuân Bách được bầu làm Ủy viên Bộ Chính trị. Nhưng tại Hội nghị Trung ương lần thứ tám năm 1990, ông bị cách chức Ủy viên Bộ Chính trị, Bí thư Trung ương, Uý viên Ban Chấp hành Trung ương Đảng. Ông Nguyễn Văn Linh, Tổng Bí thư Đảng Cộng sản Việt Nam từ 1986 đến 1991, trong cuốn sách Nguyễn Văn Linh - Tiểu sử (Nhà xuất bản Chính trị Quốc gia Hà Nội 2007) cho biết thêm, hội nghị đó "xử lý kỷ luật đối với đồng chí Trần Xuân Bách" "vì đã tuyên truyền quan điểm đa nguyên, đa đảng, vi phạm nghiêm trọng nguyên tắc tổ chức và kỷ luật của Đảng, gây nhiều hậu quả xấu".

## Nguyễn Hà Phan
Ông Nguyễn Hà Phan từng là Phó Chủ tịch Quốc hội và trở thành Ủy viên Bộ Chính trị năm 1993, được phân công làm Thường trực Ban Bí thư. Trước khi Đại hội Đảng diễn ra năm 1996, có đơn thư tố cáo ông Hà Phan "đã từng khai báo nghiêm trọng" khi bị bắt năm 1958 trong thời chiến tại miền Nam. Ngày 17/4/1996, Trung ương Đảng họp biểu quyết kỷ luật ông Nguyễn Hà Phan bằng hình thức khai trừ ra khỏi Đảng.

## Trương Tấn Sang
Ông Trương Tấn Sang được bầu vào Bộ Chính trị năm 1996, giữ chức Bí thư Thành ủy Thành phố Hồ Chí Minh. Tại Hội nghị Trung ương 7 năm 2003, ông bị kỷ luật bằng hình thức khiển trách. Thông cáo chính thức khi đó nói việc kỷ luật là vì "trong thời kỳ làm Bí thư Thành ủy Thành phố Hồ Chí Minh (khóa VI) chưa làm tròn trách nhiệm trong việc chỉ đạo điều tra, ngăn chặn những hoạt động tội phạm của Trương Văn Cam cùng đồng bọn và có những khuyết điểm trong công tác cán bộ". Tuy vậy, đến Đại hội Đảng X năm 2006, ông tiếp tục được bầu vào Bộ Chính trị, và sau đó vào năm 2011 trở thành Chủ tịch nước.

## Đinh La Thăng
Ông Đinh La Thăng bị Ủy ban Kiểm tra Trung ương đề nghị Bộ Chính trị, Ban Chấp hành TƯ Đảng xem xét, thi hành kỷ luật với tư cách nguyên Chủ tịch HĐTV Tập đoàn Dầu khí quốc gia Việt Nam (PVN). Ông phải chịu trách nhiệm người đứng đầu về các vi phạm, khuyết điểm của Ban Thường vụ Đảng ủy, HĐTV Tập đoàn PVN trong giai đoạn 2009 - 2011. Đây là lần đầu tiên trong lịch sử, mà Uỷ ban Kiểm tra Trung ương đề nghị xem xét trách nhiệm của một Ủy viên Bộ Chính trị đương chức, có vi phạm liên quan trong điều hành quản lý kinh tế trước đó.
Ngày 7 tháng 5 năm 2017, Ban Chấp hành Trung ương Đảng của Việt Nam đã quyết định với hơn 90% đồng ý thi hành kỷ luật ông Đinh La Thăng bằng hình thức cảnh cáo, cho thôi giữ chức Ủy viên Bộ Chính trị khoá XII.
Ngày 10/5/2017, Đinh La Thăng bị Bộ Chính trị cách chức Bí thư thành uỷ thành phố Hồ Chí Minh và được điều động sang chức vụ Phó trưởng ban kinh tế trung ương. Ông Thăng sau đó mất cả chức trưởng đoàn ĐBQH TP.HCM và được chuyển về Đoàn ĐBQH Thanh Hóa mặc dù ông không được người dân ở đó bầu lên làm đại diện cho họ.
Ngày 8 tháng 12 năm 2017, sau khi Ủy ban Thường vụ Quốc hội khóa XIV đình chỉ quyền hạn đại biểu quốc hội của ông Đinh La Thăng, Cơ quan Cảnh sát điều tra Bộ Công an Việt Nam khởi tố, bắt tạm giam ông ta về hành vi cố ý làm trái quy định của Nhà nước về quản lý kinh tế gây hậu quả nghiêm trọng, lạm dụng chức vụ, quyền hạn chiếm đoạt tài sản gây thiệt hại 800 tỷ đồng trong việc PVN góp vốn vào Ngân hàng Thương mại Cổ phần Đại dương (OceanBank).
Trong năm 2018, ông Đinh La Thăng đã bị toà tuyên phạt tổng cộng 30 năm tù, trong hai vụ án khác nhau. Cụ thể tại vụ án cố ý làm trái khi triển khai dự án Nhà máy Nhiệt điện Thái Bình 2, ông Thăng bị tuyên án 13 năm tù. Còn với tội Cố ý làm trái quy định của Nhà nước về quản lý kinh tế gây hậu quả nghiêm trọng (điều 165 Bộ luật Hình sự 1999) và bồi thường 600 tỷ đồng cho PVN, ông Thăng bị toà tuyên 18 năm tù. Ngoài ra, ngày 20/1, Cơ quan An ninh điều tra quyết định khởi tố ông Thăng về tội Vi phạm quy định về đầu tư công trình xây dựng gây hậu quả nghiêm trọng, theo điều 224 Bộ luật Hình sự trong vụ án Ethanol Phú Thọ. Tháng 5 cùng năm, ông bị khai trừ ra khỏi Đảng.

## "Đồng chí X" thoát khỏi kỷ luật
Ngày 15/10/2012 Tổng Bí thư Đảng Cộng sản Việt Nam Nguyễn Phú Trọng trong bài phát biểu bế mạc Hội nghị lần thứ 6 Ban chấp hành Trung ương Đảng sau 15 ngày nhóm họp cho biết, "Bộ Chính trị đã thống nhất 100% đề nghị Ban Chấp hành Trung ương cho được nhận một hình thức kỷ luật và xem xét kỷ luật đối với một đồng chí Ủy viên Bộ Chính trị", nhưng không được Ban Chấp hành Trung ương đồng ý. Chủ tịch nước Trương Tấn Sang ngày hôm sau cho biết, "cân nhắc lợi hại thì quyết nghị là không thi hành kỷ luật. Như vậy không có nghĩa là Bộ Chính trị không có lỗi, không phải là cá nhân "đồng chí X" không có lỗi."  Báo chí Tây phương The Wall Street Journal, Bloomberg, AFP cho biết "đồng chí X" này là Thủ tướng Nguyễn Tấn Dũng, và sai lầm ở đây là một loạt các vụ bê bối tài chính và tình trạng bất ổn kinh tế.

## Trường hợp Hoàng Văn Hoan
Cuối năm 1976 trong cuộc họp Đại hội lần thứ tư của Đảng, ông Hoan do có những suy nghĩ lệch lạc trái với quan điểm của Đảng và được cho là "tự diễn biến" nên không những không còn được bầu vào Bộ Chính trị như một số đông người khác được cho là thân Trung Quốc, mà còn bị loại ra khỏi Ban Chấp hành Trung ương. Ông Hoan cho đây là do đường lối chính trị của Lê Duẩn, ông gọi là "âm mưu biến Việt Nam thành một nước bá chủ ở Đông Dương và ở Đông Nam Á", mà Lê Duẩn biết là sẽ bị sự phản đối mạnh của Trung Quốc. ông Hoàng Văn Hoan, năm 1979 sau chiến tranh Việt Trung, trong một chuyến đi sang Đông Đức chữa bệnh, đã bỏ trốn sang Trung Quốc. Sau sự kiện bỏ trốn, ông bị Việt Nam kết án tử hình vắng mặt và trở thành "biểu tượng của sự phản bội", đài báo Việt Nam so sánh ông với Lê Chiêu Thống.

## Hoàng Trung Hải
Ngày 10 tháng 1 năm 2020, Hội nghị Bộ Chính trị khóa 12 đã kỉ luật Hoàng Trung Hải với hình thức cảnh cáo, lúc này đang là Ủy viên Bộ Chính trị khóa 12, Bí thư Thành ủy Hà Nội do những sai phạm trong Dự án mở rộng sản xuất giai đoạn II - Công ty Gang thép Thái Nguyên (Dự án TISCO II).

## Lê Thanh Hải
Ngày 20 tháng 3 năm 2020, Bộ Chính trị quyết định thi hành kỷ luật ông Lê Thanh Hải bằng hình thức cách chức Bí thư Thành ủy TP.HCM nhiệm kỳ 2010-2015 vì đã vi phạm nguyên tắc tập trung dân chủ và Quy chế làm việc của Thành ủy; thiếu trách nhiệm, buông lỏng lãnh đạo, chỉ đạo, quản lý, thiếu kiểm tra, giám sát, để xảy ra nhiều vi phạm, khuyết điểm kéo dài trong quá trình thực hiện Dự án đầu tư Khu đô thị mới Thủ Thiêm, ảnh hưởng xấu đến uy tín của Đảng bộ và chính quyền Thành phố, gây bức xúc trong xã hội, đến mức phải xem xét, thi hành kỷ luật.

## Nguyễn Văn Bình
Ngày 3 tháng 11 năm 2020, theo thông cáo về kỳ họp 49 của Ủy ban Kiểm tra Trung ương, tại Kỳ họp này, Ủy ban Kiểm tra Trung ương đã xem xét kết quả thẩm tra, xác minh nội dung phản ánh liên quan đến ông Nguyễn Văn Bình, Ủy viên Bộ Chính trị, Bí thư Trung ương Đảng, Trưởng Ban Kinh tế Trung ương.
Ủy ban Kiểm tra Trung ương nhận thấy, trong thời gian giữ cương vị Ủy viên Trung ương Đảng, Bí thư Ban cán sự Đảng, Thống đốc Ngân hàng Nhà nước, ông Nguyễn Văn Bình đã vi phạm nguyên tắc tập trung dân chủ và quy chế làm việc; thiếu trách nhiệm, buông lỏng lãnh đạo, chỉ đạo, thiếu kiểm tra, giám sát, để xảy ra nhiều vi phạm, khuyết điểm trong việc ban hành và tổ chức thực hiện một số nghị quyết, quy định, quyết định về hoạt động tín dụng ngân hàng, gây hậu quả rất nghiêm trọng, khó khắc phục; nhiều cán bộ, đảng viên của Ngân hàng Nhà nước và lãnh đạo chủ chốt một số tổ chức tín dụng vi phạm pháp luật bị xử lý hình sự.
Những vi phạm, khuyết điểm của ông Nguyễn Văn Bình là nghiêm trọng, gây bức xúc trong xã hội, ảnh hưởng xấu đến uy tín của tổ chức Đảng, của Ngân hàng Nhà nước và cá nhân ông Bình.
Căn cứ nội dung, tính chất, mức độ, hậu quả vi phạm và quy định của Đảng về xử lý kỷ luật đảng viên, Ủy ban Kiểm tra Trung ương đề nghị Bộ Chính trị xem xét, thi hành kỷ luật đối với ông Nguyễn Văn Bình.
Ngày 8 tháng 11 năm 2020, thông cáo của Văn phòng Trung ương Đảng cho biết, hai hôm trước, cuộc họp Bộ Chính trị do Tổng Bí thư, Chủ tịch nước Nguyễn Phú Trọng chủ trì, sau khi "xét bối cảnh tình hình, nội dung, tính chất, mức độ, hậu quả, nguyên nhân vi phạm và quá trình công tác, đóng góp" của ông Nguyễn Văn Bình - Ủy viên Bộ Chính trị, Bí thư Trung ương Đảng, Trưởng ban Kinh tế Trung ương, đối với Đảng, Nhà nước, đã đưa ra quyết định kỉ luật ông Nguyễn Văn Bình với hình thức cảnh cáo.

## Vương Đình Huệ
Trước đó, vào ngày 20 tháng 11 năm 2024, Bộ Chính trị, Ban Bí thư đã xem xét, thi hành kỷ luật với các tổ chức đảng và đảng viên thuộc diện Bộ Chính trị, Ban Bí thư quản lý, trong đó có Nguyên Chủ tịch Quốc hội Vương Đình Huệ, theo đề nghị của Ủy ban Kiểm tra Trung ương. Theo đó, ông Vương Đình Huệ trong thời gian giữ cương vị Ủy viên Bộ Chính trị, Bí thư Đảng đoàn, Chủ tịch Quốc hội, đã vi phạm quy định của Đảng, Nhà nước trong thực hiện chức trách, nhiệm vụ được giao trong phòng, chống tham nhũng, tiêu cực. Ông Huệ cũng được xác định đã vi phạm quy định những điều đảng viên không được làm và trách nhiệm nêu gương; gây hậu quả nghiêm trọng, dư luận xấu, ảnh hưởng đến uy tín của Đảng và Nhà nước. Căn cứ mức độ vi phạm, Bộ Chính trị quyết định thi hành kỷ luật ông bằng hình thức cảnh cáo.
Đến Hội nghị Trung ương 12 (diễn ra từ ngày 17 đến 19 tháng 7 năm 2025), sau khi tiếp tục xem xét toàn diện quá trình công tác, Ban Chấp hành Trung ương Đảng khóa XIII đã quyết định thi hành kỷ luật bằng hình thức cách tất cả các chức vụ trong Đảng đối với ông Vương Đình Huệ.

## Nguyễn Xuân Phúc
Ngày 13 tháng 12 năm 2024, tại Trụ sở Trung ương Đảng, Bộ Chính trị đã xem xét thi hành kỷ luật đảng viên có vi phạm, khuyết điểm. Sau khi xem xét đề nghị của Ủy ban Kiểm tra Trung ương, Bộ Chính trị nhận thấy ông Nguyễn Xuân Phúc, trong thời gian giữ chức vụ Uỷ viên Bộ Chính trị, Bí thư Ban cán sự đảng, Thủ tướng Chính phủ (2016-2021) đã vi phạm quy định của Đảng, Nhà nước trong thực hiện chức trách, nhiệm vụ được giao, trong phòng, chống tham nhũng, tiêu cực; vi phạm quy định những điều đảng viên không được làm và trách nhiệm nêu gương; gây hậu quả nghiêm trọng, dư luận xấu, ảnh hưởng đến uy tín của Đảng và Nhà nước. Trên cơ sở đó, Bộ Chính trị đã quyết định thi hành kỷ luật ông bằng hình thức cảnh cáo.
Tại Hội nghị Trung ương 12, Ban Chấp hành Trung ương Đảng khóa XIII đã tiếp tục xem xét và thống nhất thi hành kỷ luật cách tất cả các chức vụ trong Đảng đối với ông Nguyễn Xuân Phúc.

## Võ Văn Thưởng
Ngày 22 tháng 11 năm 2024, ông Võ Văn Thưởng đã bị Trung ương Đảng Cộng sản Việt Nam kết luận trong thời gian giữ cương vị Uỷ viên Trung ương Đảng, Bí thư Tỉnh uỷ Quảng Ngãi nhiệm kỳ 2010 - 2015, Uỷ viên Bộ Chính trị, Trưởng Ban Tuyên giáo Trung ương, Thường trực Ban Bí thư, Chủ tịch nước đã vi phạm quy định của Đảng, Nhà nước trong thực hiện chức trách, nhiệm vụ được giao, trong phòng, chống tham nhũng, tiêu cực; vi phạm quy định những điều đảng viên không được làm và trách nhiệm nêu gương; gây hậu quả nghiêm trọng, dư luận xấu, ảnh hưởng đến uy tín của Đảng và Nhà nước; song chưa xem xét kỷ luật vì đang điều trị bệnh tại thời điểm này.
Tại Hội nghị Trung ương 12, Ban Chấp hành Trung ương Đảng khóa XIII đã tiếp tục xem xét và thống nhất thi hành kỷ luật cách tất cả các chức vụ trong Đảng đối với ông Võ Văn Thưởng.

## Trương Hòa Bình
Cùng ngày 13 tháng 12 năm 2024, Bộ Chính trị cũng ra quyết định kỷ luật đảng viên có vi phạm, khuyết điểm với hình thức Cảnh cáo đối với ông Trương Hòa Bình. Do trong thời gian giữ chức vụ Uỷ viên Bộ Chính trị, Phó Bí thư Ban cán sự đảng, Phó Thủ tướng Thường trực Chính phủ (2016-2021) đã thiếu trách nhiệm trong lãnh đạo, chỉ đạo; vi phạm quy định của Đảng, Nhà nước trong thực hiện chức trách, nhiệm vụ được giao, trong phòng, chống tham nhũng, tiêu cực; vi phạm quy định những điều đảng viên không được làm và trách nhiệm nêu gương; gây hậu quả nghiêm trọng, dư luận xấu, ảnh hưởng đến uy tín của Đảng và Nhà nước.
Ngày 10 tháng 04 năm 2025, tại Hội nghị Trung ương 11, qua kết luận và đề nghị của Ủy ban Kiểm tra Trung ương, Ban Chấp hành Trung ương Đảng đã quyết định cách chức ông khỏi tất cả các chức vụ trong Đảng.

## Trương Thị Mai
Người thứ ba nhận trát kỷ luật từ Bộ Chính trị trong ngày 13 tháng 12 năm 2024 là bà Trương Thị Mai, Nguyên Thường trực Ban Bí thư. Lý do trong thời gian giữ chức vụ Uỷ viên Bộ Chính trị, Bí thư Trung ương Đảng, Trưởng Ban Dân vận Trung ương đã vi phạm quy định của Đảng, Nhà nước trong thực hiện chức trách, nhiệm vụ được giao; vi phạm quy định về kiểm soát quyền lực trong công tác cán bộ, quy định những điều đảng viên không được làm và trách nhiệm nêu gương; gây hậu quả nghiêm trọng, ảnh hưởng đến uy tín của Đảng và Nhà nước. Bộ Chính trị quyết định kỷ luật với hình thức Khiển trách đối với bà.